# إدوارد الخامس (ملك إنجلترا)
إدوارد الخامس (1470-1483) هو الابن الذكر الأكبر للملك إدوارد الرابع وزوجته إليزابيث وودفيل ملك إنكلترا من نفس العام 1483 وعرف بأقصر حكم في إنكلترا مع ليدي جين غراي وإدوارد الثامن

## النشأة
كان إدوارد الابن الرابع للملك إدوارد الرابع ملك إنجلترا بعد ثلاث شقيقات وولد في المنفى في هولندا، ثم عاد والده إلى العرش وقضى على جميع أعدائه، وعين إدوارد أميرا على ويلز وأرسله مع والدته ليمكثوا في قلعة بويلز، عاش هناك حتى وفاة والده واستلم العرش من حينها.

## فترة الحكم والاختفاء
حين توفي إدوارد الرابع في 9 نيسان عام 1483م ارتقى إدوارد البالغ من العمر اثني عشر عاماً عرش إنجلترا خلفاً لوالده، وعُيّن عمه ريتشارد الذي كان دوق غلوسستر حينها وصياً على العرش. بيد أن النزاع الذي استفحل بين نبلاء وودفيل أخوال إدوارد الخامس المسيطرين عليه ودوق غلوسستر، دفع الأخير ٍإلى اعتقال قادة حزب وودفيل والاستيلاء على ممتلكات إدوارد وأخيه الصغير ريتشارد دوق يورك، وحجز الأميرين في برج لندن الذي كان مقراً للإقامة الملكية وسجنا في آن واحد.
انتهى عهد إدوارد الخامس القصير في 26 حزيران عام 1483م حين أعلن مجلس اللوردات دوق غلوسستر ملكاً على إنجلترا باسم ريتشارد الثالث بعد إقرار صحة ادعائه بأن زواج أخيه إدوارد الرابع من إليزابيت وودفيل باطل وأن ولديه إدوارد وريتشارد غير شرعيين. بعد ذلك بمدة وجيزة، اختفى الولدان الاثنان من برج لندن إلى الأبد، ويعتقد أنهما قُتلا على أيدي أعوان الملك ريتشارد الثالث في آب عام 1483م، كما نُسبت الجريمة إلى هنري ستافورد دوق بكنغهام وإلى خلف ريتشارد الثالث الملك هنري السابع.